# Снежка (птицефабрика)
Сне́жка (ООО «Птицефабрика „Снежка“») — предприятие птицеводческой отрасли, крупнейшее предприятие агропромышленного комплекса Брянской области. Головная контора и основное производство расположено в посёлке Путевка под Брянском. Птицефабрика входит в состав ОАО «Снежка».

## История
Основана в феврале 1967 года как птицесовхоз «Снежка», на базе инкубаторной станции и небольшого учебно-опытного хозяйства. C 1976 года — птицефабрика. Начиная с 1980-х годов, к птицефабрике были присоединены ряд хозяйств Брянского, Жирятинского и Жуковского районов. В 1990-х годах птицефабрику возглавля Н. В. Денин, ставший позднее губернатором Брянской области.
В сентябре 2012 года стало известно, что МВД России подозревает Денина в том, что он, превысив свои полномочия, выделил из резервного фонда области 21,8 миллионов рублей ОАО «Снежка» (контрольный пакет акций которого принадлежат его родственникам и которое он возглавлял до избрания губернатором) на ликвидацию последствий взрыва в одном из цехов птицефабрики, чем причинил значительный ущерб областному бюджету. Сам Денин личную заинтересованность в выделении денежных средств на ликвидацию последствий взрыва отрицает и считает что интерес к его действиям связан исключительно с избирательной кампанией, утверждает что узнал о претензиях МВД только из СМИ.

## Экономические показатели
За 40-летний период развития «Снежка» из небольшой птицефабрики превратилась в многоотраслевое сельскохозяйственное предприятие.
В 1990-х годах началась модернизация производства: в 1993 году был пущен консервно-колбасный цех, в 1995 году на основе цеха комбикормов создан комбикормовый завод. С 1998 года на птицефабрике производят перепелиное мясо и яйцо. Введены в эксплуатацию цех по производству хлебобулочных изделий и установка по производству майонеза.
По состоянию на 2005 год, площадь угодий «Снежки» — более 12 тыс. га, в том числе 8715 га пашни. В 2002 году собрано 10103 т зерна — больше, чем в Жирятинском, Клетнянском и Рогнединском районах, вместе взятых.
Основным направлением остаётся птицеводство (83 % в объёме всей выпускаемой продукции). Поголовье птицы — 1 223 тыс. голов, в том числе более 70 тысяч перепелов. Валовое производство куриных яиц — более 150 млн шт. Кроме того, ежегодно производится более 10 млн шт. перепелиных яиц. Яйценоскость на 1 курицу-несушку — 309 штук в год. Валовое производство мяса птицы — 2635 т[уточнить].

## Инфраструктура
Работникам предприятия предоставляются значительные социальные льготы. У птицефабрики есть своя база отдыха на Чёрном море. Фирменная торговая сеть «Снежки» включает более 20 магазинов, кафе и столовую.

## Награды
Среди многочисленных наград птицефабрики «Снежка» — диплом Всероссийского конкурса «Российская организация высокой социальной эффективности» (2002), золотая, серебряная и бронзовая медали Всероссийской агропромышленной выставки, «Хрустальная Ника», «Золотой эталон», «Золотой Гермес», «Большое золотое клише».